# Буберт
Буберт — ситна і солодка страва латиської, литовської і естонської кухонь. Складається з манної крупи, молока (або вершків), яєць, цукру та якого-небудь кислого фруктового соку або рідкого киселю (лимонного, журавлинного або смородинового). Буберт поживніший, ніж манна каша, дуже корисний дітям.[джерело?]

## Історія
У прибалтійській кухні солодкі та кондитерські вироби здебільшого прийшли з німецької кухні, причому досить пізно — у кінці ХІХ ст., тому ця страва, як і деякі інші, зберегла свою початкову німецьку назву. Ліви Курляндії буберт, приготований на воді із манної крупи та заправлений яйцями, традиційно подавали разом із журавлиним медом (сік журавлини, загущений картопляним крохмалем) як третє на весільних трапезах і похоронах.

## Кулінарні особливості
На відміну від каш, буберт не варять, а лише заварюють — це робить вирішальний вплив на формування особливого смаку. Заварену крупу, знявши з вогню, на деякий час залишають набухати під кришкою. В охолоджену до 70° крупу додають розтерті з цукром жовтки (інколи й з лимонною цедрою). На останньому етапі приготування додають збиті білки. Перед подачею буберт обливають ягідним соком або киселем.